# Émile Wegelin
Émile Robert Wegelin (* 24. Dezember 1875 in Lyon; † 26. Juni 1962 ebenda) war ein französischer Ruderer und Künstler.
Im Jahr 1900 trat er zusammen mit Georges Lumpp, Charles Perrin, Daniel Soubeyran und einem unbekannten Steuermann bei den Olympischen Spielen in Paris im Vierer mit Steuermann an. Im zweiten Halbfinale landeten sie hinter dem Team aus den Niederlanden auf dem zweiten Platz und wären damit eigentlich ausgeschieden gewesen. Aufgrund einer Kontroverse um die Finalteilnehmer, gab es letztendlich zwei Finalläufe mit eigens vergebenen Medaillen. Im ersten Finallauf nahm Wegelin mit seinem Team teil und gewann mit einer Zeit von 7:18,0 Minuten die Silbermedaille.
Sein Verein war der Club Nautique de Lyon.
Neben dem Rudern war Wegelin, als Sohn wohlhabender Schweizer Eltern, vor allem als Künstler bekannt. Stark beeinflusst wurden seine Zeichnungen von seinem Kommilitonen Pierre Montezin. Wegelin stellte seine Kunstwerke regelmäßig in Lyon, aber auch in der Provence sowie in Freiburg und Lausanne aus und gewann 1930 seinen ersten Preis.